# Els Garidells

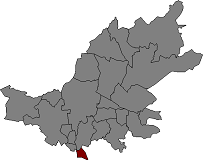
Położenie gminy na mapie comarki Alt Camp.

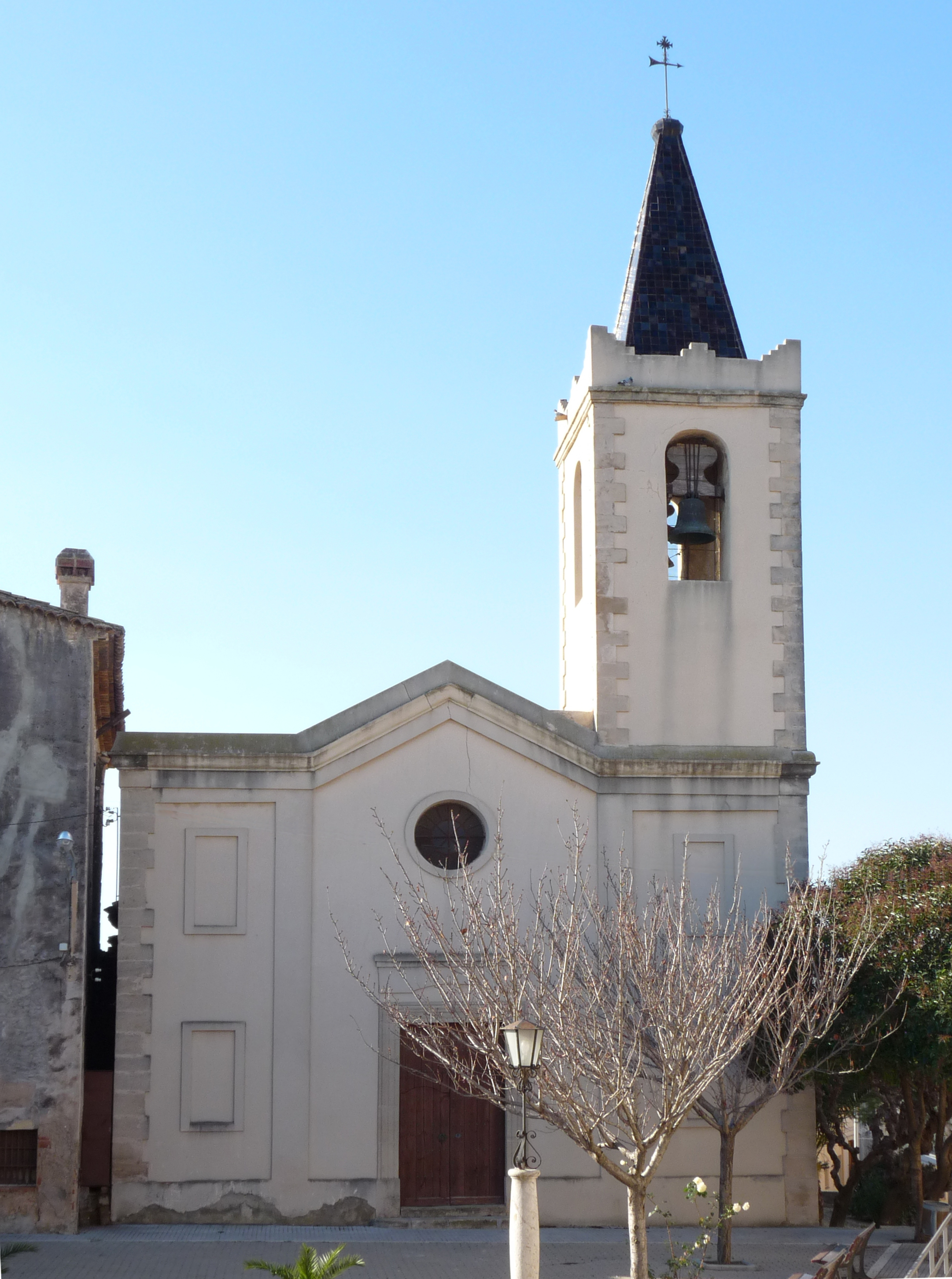

Els Garidells – gmina w Hiszpanii,  w Katalonii, w prowincji Tarragona, w comarce Alt Camp.
Powierzchnia gminy wynosi 3,07 km². Zgodnie z danymi INE, w 2005 roku liczba ludności wynosiła 189, a gęstość zaludnienia 61,56 osoby/km². Wysokość bezwzględna gminy równa jest 132 metrów. Współrzędne geograficzne gminy to 41°12′33″N, 1°14′55″E.

## Demografia
- 1900 – 239
- 1930 – 178
- 1950 – 136
- 1970 – 137
- 1986 – 172
- 2001 – 175
- 2005 – 189